# Veliki Alan
Veliki Alan ist ein Pass im Nationalpark Nördlicher Velebit in Kroatien. Er befindet sich an der höchsten Stelle der Straße von der Hafenstadt Jablanac an der Adria nach Štirovača im Landesinneren.
Der Pass ist 1406 Meter hoch. An seiner Westseite gibt es eine Materialseilbahn zum Meer, die unter schwersten Bedingungen von politischen Gefangenen des jugoslawischen Straflagers Goli otok gebaut, aber kaum wirtschaftlich genutzt und nach wenigen Jahren wegen Unrentabilität aufgegeben wurde.